# Gerhard Stadler
Gerhard A. Stadler (* 23. Juli 1956 in Perg) ist ein österreichischer Wirtschafts- und Sozialhistoriker und Professor für Industriearchäologie, Wirtschafts- und Sozialgeschichte am Institut für vergleichende Architekturforschung der Technischen Universität Wien.
Nach dem Studium der Fächer Wirtschafts- und Sozialgeschichte sowie Ethnologie und Philosophie an der Universität Wien schrieb er die Dissertation Die Rüstungsindustrie der Donaumonarchie und ihre Exporte nach Lateinamerika und ist seit 1986 wissenschaftlicher Mitarbeiter und Universitätslektor am Institut für Sozial- und Wirtschaftsgeschichte der Universität Linz. Außerdem arbeitet er seit 1990 am Institut für Kunstgeschichte, Denkmalpflege und Industriearchäologie der Technischen Universität Wien. Seit 2001 ist er dort außerordentlicher Professor.

## Publikationen (Auswahl)
- Mit Helmut Lackner: Fabriken in der Stadt. Eine Industriegeschichte der Stadt Linz. Textband, Archiv der Stadt Linz, Linz 1990, ISBN 3-900388-71-7.
- Mit Helmut Lackner: Fabriken in der Stadt. Bilder zu einer Industriegeschichte der Stadt Linz. Bildband, Archiv der Stadt Linz, Linz 1990, ISBN 3-900388-73-3.
- Arbeiterbilder in der österreichischen Kunst: Mitte 19. Jahrhundert bis II. Weltkrieg. Stadtmuseum Linz, Linz 1998, ISBN 3-85484-069-1.
- Das industrielle Erbe Niederösterreichs. Geschichte – Technik – Architektur. Böhlau, Wien/Köln/Weimar 2006, ISBN 3-205-77460-4.
- Mit Manfred Wehdorn: Architektur im Verbund. Springer, Wien/New York 2007, ISBN 978-3-211-75795-6.
- Mit Ute Streitt (Hrsg.): Industriekultur und regionale Identität. 29. Gesprächskreis Technikgeschichte, Linz 2010 (= Studien zur Kulturgeschichte von Oberösterreich. Band 28). Oberösterreichische Landesmuseen, Linz 2011, ISBN 978-3-85474-242-5.